# Вежбицьк
Вежбицьк (пол. Wierzbick) — село в Польщі, у гміні Ліпно Ліпновського повіту Куявсько-Поморського воєводства.
Населення — 267 осіб (2011).
У 1975-1998 роках село належало до Влоцлавського воєводства.

## Демографія
Демографічна структура станом на 31 березня 2011 року:
|          | Загалом | Допрацездатний вік | Працездатний вік | Постпрацездатний вік |
| -------- | ------- | ------------------ | ---------------- | -------------------- |
| Чоловіки | 144     | 28                 | 105              | 11                   |
| Жінки    | 123     | 29                 | 60               | 34                   |
| Разом    | 267     | 57                 | 165              | 45                   |